# Бомба для диктатора
Бомба для диктатора, или Фанатики (фр. Les fanatiques) — французский триллер 1957 года режиссёра Алекса Жоффе с Пьером Френе, Мишелем Оклером и Тильдой Тамар в главных ролях. Он был снят на студии Boulogne Studios в Париже и в аэропорту Ниццы. Декорации к фильму разработал художник-постановщик Жак Пари.

## Сюжет
Пока тиран — южноамериканский диктатор — посещает Европу, группа революционеров планирует убить его, подорвав его частный самолёт. Однако, когда выясняется, что он изменил свои планы и будет лететь обратно коммерческим рейсом, они должны решить, продолжать ли свои планы, даже если это приведёт к гибели других пассажиров, или позволить ему вернуться и отомстить заговорщикам.

## В ролях
- Пьер Френе — Луис Варгас
- Мишель Оклер[англ.] — Франко Херон
- Франсуаза Фабиан — мадам Ламбер
- Грегуар Аслан[англ.] — генерал Рибера
- Тильда Тамар[англ.] — Хуана Рибера
- Бетти Шнайдер[фр.] — Лили
- Паскаль Александр — Франсуа
- Жозе Левгой — Рамирес
- Пьер Табар[фр.] — Савелли
- Рене Элл[англ.] — Коти
- Григорий Хмара — любознательный пассажир